# Високий (смт, Росія)
Висо́кий (рос. Высокий) — селище міського типу у складі Ханти-Мансійського автономного округу Тюменської області, Росія. Входить до складу Мегіонського міського округу.
Населення — 6933 особи (2010, 7463 у 2002).